# Brzeziny (Grande Polonia)
Brzeziny è un comune rurale polacco del distretto di Kalisz, nel voivodato della Grande Polonia.
Ricopre una superficie di 127,05 km² e nel 2004 contava 5 871 abitanti.